# التراکیل
اُلتراکیل (انگلیسی: Ultrakill؛ که در تمام عنوان‌ها به صورت ULTRAKILL نوشته می‌شود) یک بازی ویدئویی پلتفرمر تیراندازی اول شخص می‌باشد که توسط آرسی پاتالا با نام مستعار «هیکاتا» طراحی و توسط نیو بلاد اینتراکتیو منتشر شده‌است. التراکیل از طریق دسترسی زودهنگام در استیم برای مایکروسافت ویندوز در ۳ سپتامبر ۲۰۲۰ منتشر شد. این بازی از گرافیک سبک رترو و قابلیت‌های حرکتی مشابه شوترهای اول شخص دهه ۱۹۹۰ مانند لرزش و دووم استفاده می‌کند.

## طرح داستان
در جهان التراکیل، پس از اینکه بشریت ۹ لایه جهنم را پیدا کرده و درحال تعامل با آن است، خدا تصمیم می‌گیرد که بهشت، جهنم و زمین را رها کند. این اتفاق منجر به ایجاد یک شورای مقدس فرشته‌ای می‌شود که به‌جای خدا، بهشت را تصاحب می‌کند. ارواح لعنت شده علیه شورا در سراسر لایه‌های متعدد جهنم شورش می‌کنند و بشریت از طریق انقلاب رباتیک انقراض می‌یابد. بازیکن، V1 را کنترل می‌کند، ماشینی که از خون به عنوان منبع سوخت استفاده می‌کند.
V1 از لایه‌های جهنم به پایین فرود می‌آید تا خون موجودات مختلفی را که در آنجا زندگی می‌کنند جمع‌آوری کند. در طول راه، V1 که در پی خون است با شیاطین، موجودات مرده، ماشین‌های دیگر و فرشتگان نیز برخورد می‌کند. V1 به‌طور دوره‌ای با بسیاری از باس‌ها دوئل می‌کند. این باس‌ها شامل رقیب پیشرفته‌تری به نام V2، روح‌های «نخست» (Prime) بسیار قدرتمند پادشاهان بزرگی مانند مینوس و سیزیف که مسئول شورش‌های اولیه علیه شورا بودند و فرشته گابریل ملقب به «قاضی جهنم»، که توسط شورای مقدس فرستاده شده‌است تا V1 را متوقف کند می‌باشند.
گابریل پس از باخت در مقابل V1، به دلیل فقدان فداکاری، توسط شورا از مقام الهی خود محروم شده و ۲۴ ساعت به او فرصت داده می‌شود تا پیش از اینکه روحش برای همیشه پاک شود، آن ماشین را بکشد. گابریل، که اکنون «مرتد نفرت» نامیده می‌شود، در پایان اَکت ۲ (Act) با V1 روبرو می‌شود، اما یک بار دیگر شکست می‌خورد، و ماهیت ایمان خود را تجربه می‌کند و V1 را با نوید یک مسابقه مجدد ترک می‌کند. درحالی‌که تنها چند ساعت به پایان زندگی او باقی‌مانده‌است، او همه افراد شورا را قتل‌عام کرده و اعلام می‌کند که «خدا مرده‌است. آتش از بین رفته‌است.» اکت ۲ با نمایش گابریل درحالی‌که سر بریده آخرین عضو شورا را روبه‌روی مردم بهشت بالا برده‌است خاتمه می‌یابد. داستان قرار است در اکت ۳ به پایان برسد.

## گیم‌پلی
سبک التراکیل، تیراندازی اول شخص است که در یک سری از سطوح بر اساس لایه‌های دانته از جهنم اتفاق می‌افتد. این بازی به یک مقدمه و سه اکت تقسیم می‌شود که مقدمه شامل یک منطقه (به نام لایه) با چهار سطح و یک سطح شامل باس اصلی است. هر اکت پیش‌رو شامل سه لایه است که دو لایه اول دارای سه سطح و یک سطح شامل باس اصلی هستند و سومین اکت، تنها یک سطح عادی و یک سطح باس دارد.
بازیکن به ۶ سلاح دسترسی دارد: یک هفت‌تیر با ظاهر آینده‌مانند، شات‌گان، تفنگ میخ‌کوب (که به مانند یک مینی‌گان عمل می‌کند)، ریل‌گان، موشک‌انداز و بازوی ماشینی که هر کدام انواع گوناگونی دارند و برخی از آن‌ها فرم‌های جایگزین، مانند پرتاب‌کننده تیغه اره‌ای برای تفنگ میخکوبی دریافت می‌کنند. بازیکن می‌تواند کمبوها یا اقدامات شیک دیگری انجام دهد تا یک استایل‌سنج را در هشت رتبه از جمله مخرب (Destructive)، آشفته (Chaotic)، وحشی (Brutal)، بی‌قانون (Anarchic)، عالی‌ترین (Supreme)، سادیستیک (SSadistic)، شیت‌استورم (SSShitstorm) و التراکیل (ULTRAKILL) بسازد و در عین حال امتیازاتی مشابه بازی‌هایی مانند دویل می کرای کسب کند.